# David Trezeguet
David Trezeguet (wym. [daˈvid tʀezeˈɡɛ]; ur. 15 października 1977 w Rouen) – francuski piłkarz argentyńskiego pochodzenia. Występował na pozycji napastnika. Jest synem byłego argentyńskiego piłkarza Jorge Trezegueta, który grał we Francji, gdy urodził się David. Młody Trezeguet dorastał i zaczynał karierę w ojczystym kraju swojego ojca. Od 2000 roku żonaty z Beatrice, z którą ma syna Aarona.

## Kariera klubowa
Po wyjeździe z Argentyny grał w AS Monaco, w którym zaczynał wielką karierę. Stworzył w tym klubie świetny atak z Thierrym Henry, będący później podporą francuskiej kadry narodowej. W 2000 roku odszedł do Juventusu, w którego barwach występował przez dziesięć lat, tworząc znakomity duet z kapitanem Juventusu – Alessandro Del Piero. Z tym klubem trzykrotnie zdobył mistrzostwo Włoch i zagrał w przegranym finale Ligi Mistrzów z Milanem w 2003, kiedy to nie wykorzystał rzutu karnego. 28 sierpnia 2010 roku za porozumieniem stron rozwiązał kontrakt z Juventusem.
30 sierpnia 2010 roku piłkarz podpisał kontrakt z Hérculesem CF.
W grudniu 2011 podpisał dwuletni kontrakt z drugoligowym wówczas River Plate.
W 2013 roku został wypożyczony na rok do Newell’s Old Boys. 2 listopada David zdobył swoją 300 i 301 bramkę w karierze. Trezeguet zdobył oba gole w końcowym kwadransie spotkania z Colón. Jego zespół przegrywał już 0:2, ale dzięki skuteczności Francuza zremisował 2:2 i uratował jeden punkt.
20 stycznia 2015 roku David Trezeguet ogłosił zakończenie piłkarskiej kariery. Informacja została potwierdzona przez agenta piłkarza.

## Kariera reprezentacyjna
Z reprezentacją Francji wygrał mundial w 1998 i Mistrzostwa Europy w 2000 (strzelił złotego gola w dogrywce finałowego meczu z Włochami). Wystąpił też na mundialu w 2002 i na Mistrzostwa Europy w Piłce Nożnej 2004, ale tam nie odniósł już ze swoją kadrą sukcesów. Na mundialu w Niemczech wraz z reprezentacją Francji dotarł do finału, gdzie, w meczu z Włochami nie trafił karnego w konkursie „11”. W marcu 2004 znalazł się na liście 100 piłkarzy stulecia FIFA.

## Statystyki
| Sezon     | Kraj                         | Klub              | Mecze | Gole |
| --------- | ---------------------------- | ----------------- | ----- | ---- |
| 1993/1994 | Argentyna                    | Platense          | 3     | 0    |
| 1994/1995 | Argentyna                    | Platense          | 2     | 0    |
| 1995/1996 | Francja                      | AS Monaco         | 4     | 0    |
| 1996/1997 | Francja                      | AS Monaco         | 5     | 0    |
| 1997/1998 | Francja                      | AS Monaco         | 27    | 18   |
| 1998/1999 | Francja                      | AS Monaco         | 27    | 12   |
| 1999/2000 | Francja                      | AS Monaco         | 30    | 22   |
| 2000/2001 | Włochy                       | Juventus F.C.     | 25    | 14   |
| 2001/2002 | Włochy                       | Juventus F.C.     | 34    | 24   |
| 2002/2003 | Włochy                       | Juventus F.C.     | 17    | 9    |
| 2003/2004 | Włochy                       | Juventus F.C.     | 25    | 16   |
| 2004/2005 | Włochy                       | Juventus F.C.     | 18    | 9    |
| 2005/2006 | Włochy                       | Juventus F.C.     | 32    | 23   |
| 2006/2007 | Włochy                       | Juventus F.C.     | 31    | 15   |
| 2007/2008 | Włochy                       | Juventus F.C.     | 36    | 20   |
| 2008/2009 | Włochy                       | Juventus F.C.     | 8     | 1    |
| 2009/2010 | Włochy                       | Juventus F.C.     | 19    | 7    |
| 2010/2011 | Hiszpania                    | Hércules CF       | 31    | 12   |
| 2011      | Zjednoczone Emiraty Arabskie | Baniyas SC        | 6     | 0    |
| 2011/2012 | Argentyna                    | River Plate       | 21    | 14   |
| 2012/2013 | Argentyna                    | River Plate       | 17    | 3    |
| 2013/2014 | Argentyna                    | Newell’s Old Boys | 10    | 4    |
| 2014/2015 | Indie                        | Pune City         | 9     | 2    |

stan na 20 stycznia 2015

## Sukcesy

### z Juventusem
- 2 razy mistrzostwo Włoch (2002, 2003; mistrzostwa za rok 2005 i 2006 odebrano)
- 2 razy Superpuchar Włoch (2002, 2003)
- zwycięstwo we włoskiej Serie B (2007)

### z Monaco
- 2 razy mistrzostwo Francji (1997, 2000)

### z River Plate
- zwycięstwo Primera B Nacional Argentina (2012)

### z Francją
- mistrzostwo świata (1998)
- mistrzostwo Europy (2000)
- wicemistrzostwo świata (2006)

### Indywidualne
- Młody Zawodnik Roku Ligue 1 (1999)
- Król Strzelców Serie A (2002)
- Najlepszy Piłkarz Serie A (2002)
- Najlepszy Zagraniczny Piłkarz Serie A (2002)
- FIFA 100